# Società delle missioni estere di Bethlehem in Svizzera
La Società delle missioni estere di Bethlehem in Svizzera (in latino Societas missionum exterarum de Bethlehem in Helvetia; in tedesco Missionsgesellschaft Bethlehem) è una società clericale vita apostolica di diritto pontificio. I membri della società pospongono al loro nome la sigla S.M.B.

## Storia
L'8 aprile 1895 Pierre-Marie Barral (1855-1929), religioso dei missionari del Sacro Cuore di Gesù, ottenuto il sostegno di Leonhard Haas, vescovo di Basilea, aprì presso il castello di Neuhabsburg a Meggen (Lucerna) una scuola apostolica per formare sacerdoti destinati alle missioni (sia popolari che estere) e alla direzione delle parrocchie più abbandonate; la sede del seminario venne presto trasferita a Immensee, sul lago dei Quattro Cantoni, nell'ex albergo Guglielmo Tell.
A causa di alcune difficoltà economiche dell'istituto, il vescovo di Coira inviò a Immensee un visitatore, Pietro Bondolfi (1874-1943), al quale nel 1907 Barral cedette la direzione del seminario. Bondolfi riorganizzò l'opera e la trasformò in una società missionaria, ma il 31 maggio 1913 la Congregazione per i religiosi sciolse la compagnia.
Il seminario per le missioni estere ebbe nuovo sviluppo dopo la fine della prima guerra mondiale e il 30 maggio 1921 papa Benedetto XV emanò il decreto di fondazione della Società delle missioni estere.
I primi membri emisero la loro promessa il 31 luglio 1923 e nel 1924 i primi tre missionari vennero inviati in Cina.

## Attività e diffusione
I membri della società si dedicano alle missioni estere.
Sono presenti in Europa (Svizzera, Germania), nelle Americhe (Bolivia, Colombia, Ecuador, El Salvador, Nicaragua, Perù), in Africa (Kenya, Zambia, Zimbabwe) e in Asia (Filippine, Taiwan); la sede generalizia è a Immensee (presso Küssnacht, Svitto).
Al 31 dicembre 2005, la compagnia contava 7 case e 160 membri, 117 dei quali sacerdoti.